# Sicista severtzovi
Sicista severtzovi es una especie de roedor de la familia Dipodidae.

## Distribución geográfica
Es endémica  de las  estepas de la Europa del Este   Ucrania y Rusia.